# Quissac (Gard)
Quissac – miejscowość i gmina we Francji, w regionie Oksytania, w departamencie Gard.
Według danych na rok 1990 gminę zamieszkiwały 2052 osoby, a gęstość zaludnienia wynosiła 88 osób/km² (wśród 1545 gmin Langwedocji-Roussillon Quissac plasuje się na 190. miejscu pod względem liczby ludności, natomiast pod względem powierzchni na miejscu 308.).